# 阿瓜斯卡連特斯州
阿瓜斯卡連特斯州（西班牙語：Aguascalientes，西班牙語發音：[ˈaɣwaskaˈljentes] ⓘ），全稱阿瓜斯卡连特斯自由和主权州（西班牙語：Estado Libre y Soberano de Aguascalientes），是墨西哥三十一個州之一，位於該國中部。首府阿瓜斯卡連特斯市。
阿瓜斯卡連特斯州被劃分為11个市镇，以及其首府阿瓜斯卡連特斯市。阿瓜斯卡連特斯州的北方為薩卡特卡斯州，而南方則為哈利斯科州 。州名在西班牙語是「熱水」的意思，這是由於那裡溫泉資源豐富之故。

## 地理

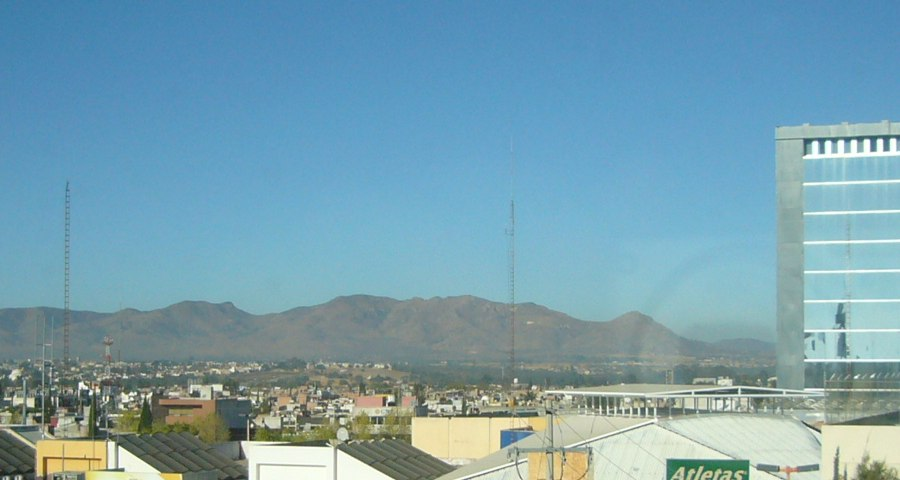
阿瓜斯卡連特斯州的山脉

阿瓜斯卡連特斯州距離墨西哥城480 km（300 mi）。
阿瓜斯卡連特斯州總面積為5,471平方（2,112平方英里），並且擁有逾一百萬人口。大多数居民都住在人口密集的首府都会区。
阿瓜斯卡連特斯州于1857年10月27日创建，它是獨立自薩卡特卡斯州的。而其州名則是取自其首府阿瓜斯卡連特斯市。

## 旅游业
雖然阿瓜斯卡連特斯州對旅遊業方面的發展花費不多，但是位於州內的圣马科斯展卻吸引來自全國各州的遊客，全因這個展覽是一個全国性的博览会。這個博览会亦促进了墨西哥的经济。
赫苏斯特兰皮利都国际机场位於阿瓜斯卡連特斯州內，並且每天處理九班來往墨西哥城、蒂華納、達拉斯、沃思堡以及休斯顿。
阿瓜斯卡連特斯州首府亦是許多國際公約的簽約地。这要歸功於于其优越的位置：整個墨西哥的中央部份。这个城市亦因其放松的环境、安全性和洁净度而著名。而來到阿瓜斯卡連特斯州的人的目的不是旅遊，就是開公約會議。
阿瓜斯卡連特斯州的大多数游客都會到其首府。少数游客則會探索州份北部的一些前采矿城镇，而這些城镇大部份都是鬼鎮。而位於州內的庄园、温泉和浴场也吸引對當地歷史或娛樂有興趣的人到訪。
气候類型為半热带气候的卡维洛，墨西哥番石榴產量最大的地方，亦吸引了不少對水上运动有興趣的人到其水庫遊玩。

## 人口
阿瓜斯卡連特斯州超过三分之二的当地居民擁有約78%欧洲血统，主要為西班牙血统和法國血统。西班牙血统的來源為當時的墨西哥是西班牙人的殖民地。而法國血统的來源則是在墨西哥第二帝國統治期間，法國軍隊進駐並定居於此所致。一些居民更發現他們的祖先中還有德國人和荷蘭人，全因門諾會信徒的移居所致。但他們發現其祖先中還有意大利人、俄羅斯人、波蘭人、瑞典人、希臘人和羅馬尼亞人等。這全是因為在二戰期間，這些國家的人為了避免戰火而逃至這一帶。
- 人口：1,184,996
- 平均年龄：24歲
- 年人口增长率：2.2%
- 首府人口：722,250
- 母語為土著语言的人口：1,436
- 母語既非西班牙語，又非土著语言的人口：4

| 年龄组别    | 總數    | 男性   | 女性   |
| ----------- | ------- | ------ | ------ |
| 0–4歲       | 121,557 | 61,941 | 59,616 |
| 5–9歲       | 128,874 | 65,572 | 63,302 |
| 10–14歲     | 123,806 | 62,615 | 61,191 |
| 15–19歲     | 121,428 | 60,636 | 60,792 |
| 20–24歲     | 106,305 | 51,431 | 54,874 |
| 25–29歲     | 93,604  | 44,568 | 49,036 |
| 30–34歲     | 88,726  | 41,962 | 46,764 |
| 35–39歲     | 86,254  | 40,569 | 45,685 |
| 40–44歲     | 73,084  | 34,381 | 38,703 |
| 45–49歲     | 60,198  | 28,420 | 31,778 |
| 50–54歲     | 49,980  | 23,436 | 26,544 |
| 55–59歲     | 37,543  | 17,960 | 19,583 |
| 60–64歲     | 29,258  | 13,686 | 15,572 |
| 65–69歲     | 21,004  | 9,895  | 11,109 |
| 70–74歲     | 15,254  | 6,967  | 8,287  |
| 75–79歲     | 10,673  | 4,862  | 5,811  |
| 80–84歲     | 7,228   | 3,094  | 4,134  |
| 85–89歲     | 4,061   | 1,780  | 2,281  |
| 90–94歲     | 1,467   | 605    | 862    |
| 95–99歲     | 551     | 229    | 322    |
| 100歲或以上 | 109     | 45     | 64     |
| 不明確      | 4,032   |        |        |

## 圖集
|  |  |  |  |  |